# Direction générale de la Sécurité intérieure
Ne doit pas être confondu avec direction générale de la Sécurité extérieure.
 (mai 2018).
La direction générale de la Sécurité intérieure (DGSI), parfois appelée Sécurité intérieure (SI), est le principal service de renseignement intérieur français, fondé par le décret du 30 avril 2014.
Elle détient une compétence générale en matière de renseignement afin de prévenir toute activité menaçant les intérêts fondamentaux de la nation et la sécurité nationale. Ses missions principales incluent la lutte contre le terrorisme, la prévention des ingérences étrangères, la protection du patrimoine économique et scientifique, la cybersécurité ainsi que la lutte contre la prolifération des armes de destruction massive.
La DGSI fait partie des six services de renseignement faisant partie de la communauté nationale du renseignement. Ses activités sont encadrées depuis 2013 par l'inspection des services de renseignement et depuis 2007 par la délégation parlementaire au renseignement. Le directeur de la DGSI est nommé par le président de la République française ; la titulaire du poste est actuellement Céline Berthon nommée par décret en 2023, effectif depuis 2024. 
Sa devise serait « Protéger, veiller, dans l’ombre » qui exprime l'impératif de la raison d'État.

## Historique

### Direction de la Surveillance du territoire (DST)
Fondée en 1944, la direction de la Surveillance du territoire était chargée du contre-espionnage.
Cet organisme a été créé au lendemain de la Seconde Guerre mondiale dans le but de rechercher et de neutraliser les restes idéologiques de l'occupation.
Une fois la paix revenue et sa mission principale terminée, la DST a centralisé ses efforts sur le contre-espionnage notamment dans un contexte de guerre froide.

### Direction centrale des Renseignements généraux (RG)
La direction centrale des renseignements généraux était chargée de la recherche et de la centralisation du renseignement destiné à informer le Gouvernement ; elle participait à la défense des intérêts fondamentaux de l'État ; elle concourait à la mission générale de sécurité intérieure. 
Depuis 1967, elle était compétente en matière de surveillance des établissements de jeux et des champs de courses et de la circulation des personnes aux frontières.

### Direction centrale du Renseignement intérieur (DCRI)

Ancien logo de la DCRI, devenue depuis la DGSI.

La fusion des RG et de la DST est une question en suspens depuis plusieurs années lorsqu'en 1994, le ministre de l'Intérieur Charles Pasqua commande à la DST un rapport sur l'état des services de renseignement français. Le rapport écrit contient deux préconisations : le rapprochement de 80 % des activités des deux services, ainsi qu'un meilleur contrôle parlementaire. Le projet n'aboutit pas, et il faut attendre la volonté affichée par Nicolas Sarkozy lorsqu'il est ministre de l'Intérieur puis candidat à l'Élysée pour que la question réémerge. Le « chantier » est lancé officiellement par le Conseil des ministres du 20 juin 2007, peu après l'élection de Nicolas Sarkozy. La ministre de l'Intérieur Michèle Alliot-Marie, pourtant réputée être réticente à cette fusion, charge le directeur général de la Police nationale, Frédéric Péchenard, d'une étude sur le dossier.
La fusion entre RG et DST est effective au 1er juillet 2008.
En devenant une direction générale, la DGSI obtient une autonomie de gestion ainsi qu’une augmentation de ses moyens humains et financiers.
Une partie des anciens fonctionnaires des Renseignements généraux intègre par ailleurs la sous-direction de l’Information générale (SDIG) de la direction centrale de la Sécurité publique, représentée dans les départements de métropole et d'outre-mer par les services départementaux de l'Information générale, au sein des directions départementales de la Sécurité publique.
En 2014, le SDIG devient le service central du renseignement intérieur (SCRT). Il est chargé de la surveillance des mouvements sociaux, des dérives sectaires, des violences urbaines ainsi que des mouvements ultras de droite comme de gauche.
Une des premières apparitions dans les médias de la nouvelle DCRI fut l'arrestation de Julien Coupat dans le cadre de l'affaire de Tarnac.
En décembre 2008, le siège de la DCRI fait l'objet d'un projet d'attentat orchestré par un homme de la région parisienne.

### Direction générale de la Sécurité intérieure (DGSI)
À la suite du changement de majorité politique au printemps 2012, les pouvoirs exécutif et législatif souhaitent réévaluer le rôle de la DCRI. En mai 2013, un rapport parlementaire sur les services de renseignement est présenté par le député PS Jean-Jacques Urvoas et son collègue UMP Patrice Verchère. Le rapport critique le fonctionnement de la DCRI et en particulier le traitement des attentats de mars 2012 en France. Le 17 juin, le ministre de l'Intérieur Manuel Valls annonce une réforme du renseignement intérieur. Cette réforme est officialisée par le décret no 2014-445 du 30 avril 2014, qui entre en vigueur le 12 mai 2014. La DCRI devient la direction générale de la Sécurité intérieure (DGSI), et n’est plus placée sous la tutelle de la direction générale de la Police nationale mais directement sous celle du ministre de l'Intérieur, avec plus d'autonomie. La DGSI conserve l'intégralité de ses effectifs, auxquels s'ajoutent des contractuels (ingénieurs, programmeurs, linguistes),,. Patrick Calvar est confirmé dans ses fonctions.
En 2015, la loi relative au renseignement étend les pouvoirs de la DGSI en donnant une base légale aux écoutes des locaux et des domiciles, aux logiciels espions ou aux IMSI-catchers et ouvre de nouvelles techniques de renseignement.
L’action de la DGSI est contrôlée et encadrée juridiquement par différentes instances :
- Contrôle interne administratif et hiérarchique par l’inspection générale de la sécurité intérieure et le ministre de l’intérieur.
- Contrôle par l’inspection des services de renseignement instaurée par le décret du 24 juillet 2014[19] et placé auprès du Premier ministre.
- Contrôle effectué par des autorités administratives indépendantes : 
  - La Commission nationale de contrôle des techniques de renseignement (CNCTR), créée par la loi renseignement du 24 juillet 2015, vérifie la légalité des demandes des techniques de renseignement sollicitées par les services et émet un avis avant l’autorisation du Premier ministre.
  - La commission du secret et de la défense nationale[20] (CSDN) contrôle les demandes de déclassification d’informations protégées par le secret de la défense nationale.
  - La Commission nationale de l’informatique et des libertés (CNIL) veille à la protection des données personnelles qui peuvent être collectées par la DGSI.
- Contrôle parlementaire par la délégation parlementaire au renseignement (DPR) dont les prérogatives ont été élargies par la loi du 18 décembre 2013 et qui contrôle l’action du gouvernement en matière de renseignement.

## Missions
Au titre de l'article 2 du décret du 30 avril 2014, la direction générale de la Sécurité intérieure :
- assure la prévention et concourt à la répression de toute forme d’ingérence étrangère (contre-espionnage) ;
- concourt à la prévention et à la répression des actes de terrorisme ou portant atteinte à la sûreté de l’État, à l’intégrité du territoire ou à la permanence des institutions françaises ;
- participe à la surveillance des individus et groupes d’inspiration radicale susceptibles de recourir à la violence et de porter atteinte à la Sécurité nationale ;
- concourt à la prévention et à la répression des actes portant atteinte au secret de la défense nationale ou à ceux portant atteinte au potentiel économique, industriel ou scientifique du pays ;
- concourt à la prévention et à la répression des activités liées à l’acquisition ou à la fabrication d’armes de destruction massive ;
- concourt à la surveillance des activités menées par des organisations criminelles internationales et susceptibles d’affecter la Sécurité nationale ;
- concourt à la prévention et à la répression de la criminalité liée aux technologies de l'information et de la communication.

Certaines des missions des RG n'ont pas été reprises par la DGSI. Elles ont été transférées au service central du renseignement territorial.

## Organisation
Son siège est situé dans l'immeuble des services de renseignement, ultra-sécurisé, inauguré en mai 2007, au 84, rue de Villiers, à Levallois-Perret (Hauts-de-Seine). Pour pouvoir accueillir davantage d'agents, la construction d'un nouveau site débute en 2023, sur l'avenue Michelet, à Saint-Ouen. Le déménagement dans ce nouveau siège est prévu pour 2028.
Direction Centrale du Renseignement Intérieur
| Identité          | Période        | Période     |
| Identité          | Début          | Fin         |
| ----------------- | -------------- | ----------- |
| Bernard Squarcini | 2 juillet 2008 | 31 mai 2012 |
| Patrick Calvar    | 31 mai 2012    | 12 mai 2014 |

Direction Générale de la Sécurité Intérieure
| Identité        | Période         | Période         |
| Identité        | Début           | Fin             |
| --------------- | --------------- | --------------- |
| Patrick Calvar, | 12 mai 2014     | 1er juin 2017   |
| Laurent Nuñez,  | 22 juin 2017    | 16 octobre 2018 |
| Nicolas Lerner  | 18 octobre 2018 | 8 janvier 2024  |
| Céline Berthon  | 9 janvier 2024  |                 |

### Structure
Les activités et l’organisation de la direction générale de la Sécurité intérieure sont secrètes.
La DGSI est composée d'une direction du renseignement et des opérations, d'une direction technique, d'un service de l'administration générale et d'une inspection générale. Alex Jordanov évoque pour sa part les principales divisions au sein du service :
- Divisions thématiques :
  - T1 (T pour Terrorisme) : Basques ;
  - T2 : Corses ;
  - T3 : islam radical ;
  - T4 : extrême gauche ;
  - T5 : extrême droite ;
- Divisions analyse :
  - H2 : pays asiatiques (dont 95 % des saisies concernent la Chine) ;
  - H3 : pays africains (Angola, Rwanda, Afrique du Sud, Soudan, Égypte, le reste des pays étant pris en charge par les divisions T) ;
  - H4 : Russie ;
- Divisions filature :
  - L1, L2 et L3 (L2 et L3 ont fusionné en S4, tandis que L1 est devenue S1) ;
- Divisions contre-espionnage :
  - les divisions K sont dédiées au contre-espionnage classique, à la prolifération nucléaire, aux armes de destruction massive, et au contre-espionnage industriel ;
- Autres :
  - M : ressources humaines ;
  - R : interceptions communications, numérique, affaires réservées ;
  - J : judiciaire ;
  - Z : sécurité, habilitation, audit interne[31].

Elle dispose également d'un vaste réseau territorial.
Depuis 2018, la DGSI est chef de file de la lutte anti-terroriste.
Dès juin 2015, une cellule inter-services "ALLAT" (nommée ainsi en référence à une idole de la période antéislamique) axée sur la lutte contre le terrorisme sunnite est créée au sein de la DGSI. Parallèlement, a été installé un état-major permanent inter-services (EMaP) qui réunit 13 services du premier et du second cercle du renseignement ainsi que des services de police judiciaire. Sa création a été annoncée en juillet 2018.
L'EMaP est l'échelon central et l’interlocuteur des GED (groupes d'évaluation départementaux) qui réunissent autour du préfet les services compétents dans le suivi des personnes radicalisées.
Depuis le 27 décembre 2019, l'unité de coordination de la lutte anti-terroriste (UCLAT), précédemment rattachée à la DGPN, est rattachée à la DGSI.
La DGSI dispose d'un groupe d'intervention propre appelé le groupe d'appui opérationnel (GAO) et composé de 18 policiers. Il permet de procéder aux interpellations et aux effractions de porte.
La DGSI est dotée d'un fichier nommé Cristina (Centralisation du renseignement intérieur pour la sécurité du territoire et des intérêts nationaux), classé « secret défense », qui, outre des données personnelles sur les personnes fichées, engloberait leurs proches et leurs relations. Au nom de dispositions de la loi informatique et libertés concernant les fichiers de Sécurité nationale, il n'est pas soumis au contrôle de la Commission nationale de l'informatique et des libertés (CNIL). Il est né le 1er juillet 2008 de la fusion d'une partie du fichier des Renseignements généraux et de celui de la DST.
Un "service technique national de captation judiciaire", rattaché au directeur technique de la DGSI, est créé par un arrêté publié au Journal officiel, jeudi 10 mai 2018. Ce service est chargé "de la conception, de la centralisation et de la mise en œuvre des dispositifs techniques" destinés à capter des données informatiques dans certaines investigations judiciaires relevant de la criminalité et de la délinquance commises en bande organisée, tels que les trafics de stupéfiants et les actes terroristes. Cette disposition avait été introduite par la loi du 3 juin 2016 relative à la lutte contre le terrorisme et à la procédure pénale. Un comité stratégique, coprésidé par le ministre de l'Intérieur et le ministre de la Justice et composé de différents services de Police, de Gendarmerie, du ministère de la Justice ou de l'agence chargée des interceptions judiciaires : l'Agence nationale des techniques d'enquêtes numériques judiciaires), est chargé du pilotage du STNCJ, dont les activités et l’organisation sont "couvertes par le secret de la défense nationale".

### Effectifs
En 2009, la DCRI était composée de 3 306 fonctionnaires, soit la totalité des effectifs de la DST et un peu plus de la moitié de ceux de la direction centrale des Renseignements généraux (RG), dont près de 2 500 policiers dits actifs et habilités secret-défense et 164 commissaires de police. Ces policiers et commissaires habilités sont implantés au siège de la direction (1 616 fonctionnaires à la direction centrale de Levallois-Perret) et répartis par zone dans chaque département (1 390 fonctionnaires en province).
Le 15 janvier 2009, la DCRI se voyait notifier, au nom de la « révision générale des politiques publiques », une diminution quadriennale de 400 personnels, soit 12 % de ses effectifs, de manière à atteindre 2 922 équivalents temps plein travaillé au 31 décembre 2011.
À partir de 2014, la DGSI va recruter pendant cinq ans 430 analystes, interprètes, informaticiens ou chercheurs, afin de renforcer son effectif de 3 600 policiers. Dans les faits, les effectifs de la DGSI fin 2013 (3 113 ETPT) n'atteignaient pas le plafond d'emplois temps plein autorisé, fixé à 3 279 agents. Ses effectifs seront portés d'ici la fin 2017 à plus de 4 400 agents, au terme des campagnes de recrutement annoncées tant en 2014 (+ 432 fonctionnaires et contractuels) qu'après les attentats des mois de janvier et de novembre 2015 (plan de lutte antiterroriste : + 500 effectifs / pacte de sécurité : + 225 effectifs).
En 2019, la DGSI qui comptait environ 4 300 agents annonce le recrutement de 1 200 personnes supplémentaires d'ici 2024. En juillet 2021, à l'occasion du lancement du site internet de la DGSI, le service compte 4 700 personnes pour compter à terme 5 500 agents,.

## Activités connues
Début 2011, la DCRI, saisie par le parquet de Paris, lance une enquête préliminaire sur « l'affaire Renault » qui a brutalement licencié trois de ses cadres en les accusant à tort d'espionnage industriel sur son projet de voiture électrique au profit d'une filière internationale organisée. Une lettre anonyme serait à la base des accusations portées par le constructeur. La DCRI procède à des perquisitions et des interrogatoires, puis met en doute les informations fournies par le responsable de la sécurité de Renault, Dominique Gevrey, qui est arrêté et mis en examen pour escroquerie en bande organisée le 13 mars 2011. Une somme de 250 000 euros aurait été versée par la direction de Renault à des informateurs non identifiés.
En décembre 2017, une enquête de la DGSI conduit à l’arrestation de deux ex-agents de la direction générale de la Sécurité extérieure (DGSE) soupçonnés d'avoir été « tamponnés » par les services secrets chinois. Ces deux agents seront condamnés le 10 juillet 2020 à 8 et 12 ans de prison pour trahison.
Le 26 novembre 2018, Benoit Quennedey, haut-fonctionnaire du Sénat, est interpellé à son domicile et placé en garde à vue dans les locaux de la DGSI à Levallois-Perret. Il est soupçonné d’avoir travaillé pour le compte de la Corée du Nord. Benoît Quennedey a bénéficié d'un non-lieu le 29 avril 2022.

### 2019
Trois membres de la famille de l'un des kamikazes du Bataclan, Foued Mohamed-Aggad, ont été interpellés le 22 janvier 2019 par la DGSI à Wissembourg (Bas-Rhin) dans le cadre des investigations sur les attentats du 13 novembre 2015.
Le 4 octobre 2019, le parquet national antiterroriste se saisit de l’attaque meurtrière dans les locaux de la préfecture de police de Paris, dont l’assaillant Mickaël Harpon et qui a fait cinq morts le jeudi 3 octobre 2019. Les investigations sont confiées à la brigade criminelle de la Direction régionale de la police judiciaire de Paris (DRPJ), la Sous-direction antiterroriste (SDAT) de la Direction centrale de la police judiciaire (DCPJ) et la Direction générale de la sécurité intérieure (DGSI).

### 2020
En septembre 2020, Le tribunal de Paris fait l'objet d'une attaque informatique touchant plusieurs magistrats et avocats, dont le procureur de la République Rémy Heitz. Une enquête a été confiée à la DGSI afin de retrouver les lanceurs de l'attaque et d'identifier leurs motivations.
Le 29 octobre 2020, un nouvel attentat est commis à Nice, une attaque au couteau a lieu à l’intérieur et aux alentours de la basilique Notre-Dame de l’Assomption. Le Parquet national antiterroriste (PNAT) annonce se saisir de l’enquête ouverte pour « assassinat et tentative d’assassinat en relation avec une entreprise terroriste » et « association de malfaiteurs terroriste criminelle ». Cette dernière est confiée à la direction centrale de la police judiciaire et à la DGSI.
En novembre 2020, la DGSI arrête une onzième personne dans le cadre de l'affaire des Barjols, un groupe d'extrême droite démantelé en 2018). Après de nouvelles arrestations en 2021, ce sont au total 9 suspects dont certains appartenant au groupuscule Les Barjols, qui sont mis en examen dans le cadre d'une enquête sur un possible projet d'action violente contre le président de la République Emmanuel Macron,,.
En décembre, la DGSI fait arrêter neuf personnes d'extrême gauche « soupçonnées d’avoir envisagé des actions violentes, ciblant notamment des policiers, sans qu’un projet précis de passage à l’acte ait été identifié ». Sept d’entre elles ont été mises en examen pour « association de malfaiteurs terroriste ». Des explosifs et des armes ont été découverts dans un camion appartenant à un certain Florian D, militant anarchiste ayant combattu en Syrie aux côtés des Kurdes,.

### 2021
Le 1er février 2021 a commencé à Paris le procès de Yassine Bousseria, Hicham Makran et Hicham El-Hanafi, soupçonnés d’avoir tenté de commettre un attentat de l’EI à Paris en 2016, et interpellés grâce à une infiltration de la DGSI. Il s’agit du premier procès à reposer sur une cyber-infiltration menée par les services de renseignement. Lorsque la DGSI a appris que l’EI voulait se procurer des armes pour mener une action violente sur le territoire, un agent de la DGSI, « Ulysse », a infiltré le réseau Telegram en se faisant passer pour un candidat au djihad. Cette opération a permis de retrouver l’identité des donneurs d’ordre, dont Salah-Eddine Gourmat, qui aurait participé aux attentats du 13 novembre, et qui a été tué lors d’une frappe américaine en décembre 2016.

## Liens techniques avec des services de renseignement du «second cercle»
En avril 2019, est mise en place une unité commune à la DGSI et au BCRP, désormais service national du renseignement pénitentiaire (SNRP), spécialisée dans la mise en œuvre des techniques d’interceptions de paroles et d’images en milieu pénitentiaire : le groupement ou groupe technique des opérations pénitentiaires (GTOP).
La DGSI a établi un protocole avec la direction du Renseignement de la préfecture de police de Paris (DRPP) et le SNRP pour fournir des prestations d'IMSI-catcher.

## Prises de position
En octobre 2010, Éric Bellemin-Comte, adjoint au sous-directeur de la protection économique, communique sur la vulnérabilité informatique et Serge Guillen, le patron de la sous-direction de l’information générale (SDIG), service complémentaire de la DCRI né de la réorganisation du renseignement, démissionne.
En mai 2011, après la mort d'Oussama ben Laden, le directeur de la DCRI Bernard Squarcini affirme que la France est l'ennemi no 2 d'Al-Qaïda, après les États-Unis, et considère AQMI comme la principale menace pour la France.
En mars 2012, il se défend dans Le Monde contre les critiques émises par certains politiques qui reprochent au service d'avoir sous-évalué la dangerosité de Mohammed Merah.
En novembre 2014, une note de la DGSI fait état de plusieurs attentats déjoués par les forces de l'ordre en Île-de-France, dans le Nord et à Nice. Intitulé « Projets d'actions terroristes en lien avec les filières syriennes », ce document affirme que trois vétérans de la Syrie ont été interpellés en pleine préparation d'attentats en France.
Le patron de la DGSI, Laurent Nuñez annonce en 2017 que le Fichier des signalements pour la prévention de la radicalisation à caractère terroriste (FSPRT) compterait (en 2017) « un peu plus de 18 000 noms ».

## Controverses

### Accusations d'espionnage illégal
En 2010, à l'occasion de l'affaire Woerth-Bettencourt, la DCRI est accusée d'espionner des journalistes pour identifier leurs sources, et Le Canard enchaîné, par la voix de son rédacteur en chef Claude Angeli, affirme que Nicolas Sarkozy supervise personnellement la cellule chargée de ces activités clandestines. Le 24 novembre 2010, Le Canard enchaîné accuse la DCRI d'espionner sans autorisation des ordinateurs privés. La DCRI n'a pas souhaité s'exprimer, afin de « ne pas alimenter de polémique ».
À l'été 2010, cherchant la source d’un article du Monde sur l’affaire Woerth-Bettencourt, la DCRI a enquêté sur les relevés téléphoniques de David Sénat, conseiller pénal de Michèle Alliot-Marie, ministre de la Justice, sans saisir de juge, ni la CNCIS, comme la loi l'impose. Quatre ans plus tard, le directeur de la DCRI, Bernard Squarcini, est condamné pour « collecte de données à caractère personnel par un moyen frauduleux, déloyal ou illicite » à 8 000 euros d'amende.
Cette même année, la DCRI a également officiellement enquêté sur les rumeurs visant le couple Sarkozy sur demande du directeur de la Police Nationale « afin d'essayer de déterminer si les rumeurs visant le couple présidentiel ne cachaient pas une éventuelle tentative de déstabilisation »,.
En 2011, la DCRI est mise en cause dans l'affaire Dominique Strauss-Kahn. Jean-Jacques Urvoas, secrétaire national chargé de la sécurité au PS, a écrit à Bernard Squarcini pour savoir si, comme l'affirmait le journal Le Monde, un service de la DCRI enquêtait sur « la vie privée de certaines personnalités politiques susceptibles de présenter un jour un danger électoral », ce qui a été immédiatement démenti par le ministère de l'Intérieur. Le 3 juillet, le député socialiste de l'Eure, François Loncle, accuse la DCRI, via son directeur, de connexions politiques avec le groupe Accor et le directeur du Sofitel de New York. Le lendemain, Bernard Squarcini déclare n'avoir jamais été en relation avec le directeur du Sofitel ni avec aucun responsable du groupe Accor, et dément toute intervention de ses services dans l'affaire DSK. Il menace également de poursuites judiciaires toute personne qui mettrait en cause la DCRI dans cette affaire.

### Wikipédia
En mars 2013, la DCRI demande la suppression de l'article de l'encyclopédie en ligne Wikipédia concernant la station hertzienne militaire de Pierre-sur-Haute, au motif que cet article contiendrait des informations classifiées dont la diffusion serait dangereuse pour la France. Contactée aux États-Unis, la Fondation Wikimedia demande à la DCRI de lui préciser quelles parties de l'article lui posent problème. La DCRI ne donne aucune précision, et insiste pour la suppression pure et simple de l'article, ce que la Fondation Wikimedia refuse. Le 4 avril 2013, des policiers de la DCRI convoquent le président de l'association Wikimédia France, qui est aussi, à ce moment, administrateur de Wikipédia en français. Ils le menacent d'une garde à vue et de poursuites judiciaires, et ainsi obtiennent de lui la suppression de l'article,,. Au contraire du but apparemment recherché, la forte médiatisation de l'affaire aboutit à une large diffusion du contenu de la page, selon l'effet Streisand.

### Affaire HAURUS
Le 26 septembre 2018, un policier de la DGSI est mis en examen et écroué pour avoir vendu des informations confidentielles sur le « darknet » contre le versement de bitcoins. Ce policier aurait aussi noué des contacts avec « des membres du monde de la criminalité organisée » et des « spécialistes de l’intelligence économique », mais aucun lien avec le terrorisme n’a été établi. C’est le début de l’affaire HAURUS. Plusieurs meurtres semblent liés à l’ex-agent dont celui de Jean-Louis Grimaudo, un chef de gang, abattu le 5 avril 2018 à Marseille de plusieurs balles. En novembre 2021 il est condamné à une peine de 5 ans de prison par la cour d'appel de Versailles. Il est jugé en octobre 2024 dans le volet corruption de l'affaire à Marseille.

### Autres
En avril 2013 également, la DCRI et quatre de ses policiers sont visés par une plainte pour « faux en écriture publique » par Dominique Gevrey, lui-même mis en examen dans le cadre de l'affaire d'accusations mensongères d'espionnage dans laquelle la DCRI était intervenue en 2011 chez Renault.
Après l’attentat contre Charlie Hebdo en janvier 2015, la DGSI est montrée du doigt au sujet de défaillances de la surveillance des frères Kouachi. Ces défaillances de la DGSI sont à rapprocher de celles de la DCRI mises à jour au lendemain des tueries de Mohamed Merah en 2012. Dans un entretien avec Frédéric Helbert, reporter de guerre, le juge anti-terroriste Marc Trévidic a l’intime conviction que la DGSI a tenté de « retourner » Mohamed Merah afin d’en faire un agent double pour infiltrer des groupes islamiques sur zone. En assassinant 7 personnes en mars 2012, Merah se serait alors joué des hommes de la DCRI.
Radouane Lakdim, l’auteur des attentats de Carcassonne et Trèbe commis en mars 2018 aurait dû être entendu par la DGSI qui l’avait convoqué pour un entretien d’évaluation. Il avait été détecté et suivi par la DGSI dès 2013. Ces attentats ont provoqué une vague d’indignation de la part de la classe politique au sujet du suivi des personnes radicalisées.
En mai 2019, trois journalistes de Disclose, la journaliste Ariane Chemin et le président du directoire du journal le Monde Louis Dreyfus sont convoqués par la section des atteintes au secret de la défense nationale pour leurs travaux respectivement sur l’utilisation d’armes françaises dans la guerre du Yémen et sur l'affaire Benalla. Les rédactions s'inquiètent d'une attaque envers la liberté de la presse,,.
En juin 2019, le responsable local de l’antenne ardennaise de la DGSI est mis en examen pour viols aggravés.
Une enquête de police indique en 2021 que Bernard Squarcini, ancien chef de la DCRI, a continué après son départ à solliciter les services de la DCRI pour son intérêt personnel, notamment pour espionner François Ruffin et le journal Fakir pour le compte de la société LVMH.
En 2022, Alex Jordanov fait l'objet, pour son livre (de 2019) Les guerres de l'ombre de la DGSI, d'une perquisition et une garde à vue pour "compromission du secret de la défense nationale", il a également été placé sous contrôle judiciaire. Il est également accusé de recel de violation professionnelle, recel de violation du secret de l'instruction et révélation d’information permettant l’identification d’une source (information). 
En 2024, Mediapart ainsi que BFM TV publient conjointement des articles sur l'affaire « Bitcoin » où l'on apprend qu'un brigadier de la DGSI, a arnaqué des sources notamment des hackers capables de compromettre des forums djihadistes.
Durant cette enquête conjointe, les deux journaux ont indiqué qu'il était devenu millionnaire après avoir fait fructifier l'argent dérobé de ces sources en bitcoins, celui-ci aurait avant cela purgé une peine de prison de six mois, il aurait également dû payer une amende de 1000 €, la confiscation de sa berline de marque BMW ainsi que l'interdiction définitive d'exercer le métier de policier.
À la suite du travail de ces sources notamment d'un hacker nommé « Sh0ck », Romain Letellier, l'administrateur d'Ansar Al-Haqq, un des forums djihadistes, fût arrêté et fût ainsi le premier djihadiste français à être condamné à de la prison ferme pour apologie d’actes de terrorisme sur Internet.
Après sa libération, il aurait rejoint la Syrie et est actuellement présumé mort à la suite d'une frappe de la coalition.

## Critiques
En janvier 2012, Yves Bertrand, ancien directeur des Renseignements généraux, estime dans un entretien à Mediapart, qu'« on ne fusionne pas un service dont la vocation est avant tout judiciaire et opérationnelle, comme la DST, avec un service d’information, comme les RG, qui n’a pas d’attribution judiciaire — mis à part les courses et jeux », sinon pour créer une « police politique », ce qui représente à ses yeux une « atteinte aux libertés énorme ».
L'efficacité de la fusion est également interrogée après les attentats du 13 novembre 2015 en France : il lui est reproché d'avoir « surtout eu pour effet de désintégrer le maillage tissé année après année par les RG », tandis que perdurait « une culture façonnée par la guerre froide » et attachée au « modèle d'un service d'élite rompu au secret. […] Coupée de ses racines et sanctuarisée par le secret défense, la DCRI n’a jamais autant fonctionné en vase clos ».

## Culture populaire
- La série télévisée La Source porte à l'écran un scénario imaginaire mettant en scène la DCRI[106]
- Dans l'épisode 23 de la douzième saison de NCIS, lors du briefing au MTAC, une commissaire divisionnaire de la DCRI participe à l'enquête
- Dans la deuxième saison de Braquo, Eddie Caplan se retrouve contraint de travailler pour la DCRI pour piéger des ex-membres des forces spéciales cherchant à se venger après une opération « fiasco » en Angola
- Dans la quatorzième saison de Plus belle la vie, Patrick Nebout doit collaborer avec un agent de la DGSI afin de pouvoir innocenter son beau père ; par ailleurs, Sacha est contacté par la DGSI pour essayer d'arrêter Paul Simonian, un riche homme d'affaires suspecté de financer des groupes terroristes
- Le film Une affaire d'État met en scène une lutte entre le conseiller Françafrique de l'Élysée et le chef de la DGSI
- Dans la série Le Bureau des légendes, un agent de la DGSI, Simon (Amaury de Crayencour), interroge au cours de sa formation Marina Loiseau (Sara Giraudeau) puis entretient une relation avec elle
- Dans la série La Mante, un agent de la DGSI est chargé de s'occuper d'une ancienne tueuse en série
- Dans la série Jack Ryan, une agent de la DGSI travaille en collaboration avec la CIA afin de trouver un terroriste se cachant dans un appartement en banlieue parisienne
- Dans la série Double je, le lieutenant de police Mathieu Belcourt, ainsi que plusieurs personnages secondaires, appartiennent à la DGSI